# 奥珀斯豪森
奥珀斯豪森是德国图林根州的一个市镇。总面积8.58平方公里，总人口317人，其中男性157人，女性160人（2011年12月31日），人口密度37人/平方公里。